# Kacper Kozłowski (voetballer)
Kacper Szymon Kozłowski (Koszalin, 16 oktober 2003) is een Pools voetballer die doorgaans speelt als middenvelder. In juli 2024 verruilde hij Brighton & Hove Albion voor Gaziantep. Kozłowski maakte in 2021 zijn debuut in het Pools voetbalelftal.

## Clubcarrière
Kozłowski speelde in de jeugd van Bałtyk Koszalin en kwam in 2016 terecht in de jeugdopleiding van Pogoń Szczecin. Bij deze club maakte hij in het seizoen 2018/19 zijn professionele debuut. Op 19 mei 2019 werd in de Ekstraklasa met 0–3 gewonnen van Cracovia Kraków door doelpunten van Soufian Benyamina, Zvonimir Kožulj en Radosław Majewski. Kozłowski moest van coach Kosta Runjaić als reservespeler aan het duel beginnen en hij viel in de blessuretijd van de tweede helft in voor Kožulj. Ten tijde van zijn debuut was hij 15 jaar en 215 dagen oud. Hiermee was hij de jongste debutant in de Ekstraklasa in de eenentwintigste eeuw en de jongste debutant uit de clubgeschiedenis. In augustus 2019 verlengde Kozłowski zijn contract bij de club tot medio 2022. In de eerste helft van het seizoen 2019/20 speelde de middenvelder drie competitiewedstrijden voor Pogoń.
Op 10 januari 2020 had hij samen met twee teamgenoten een zwaar auto-ongeluk. Hierbij liep hij een breuk op aan drie lendenwervels. Dit zou hem de rest van het seizoen kosten. Na zijn rentree kreeg Kozłowski een belangrijkere rol in het eerste elftal. In januari 2022 maakte Kozłowski voor een bedrag van circa tien miljoen euro de overstap naar Brighton & Hove Albion. De Engelse club verhuurde hem direct aan Union Sint-Gillis. In België speelde hij negen competitiewedstrijden.
In augustus 2022 huurde Vitesse de middenvelder voor een jaar. In juli 2023 werd hij opnieuw een seizoen aan Vitesse verhuurd. Kozłowski speelde drieënzestig wedstrijden voor Vitesse in twee seizoenen en kwam daarin tot zes goals en tien assists, maar degradeerde in zijn tweede seizoen met Vitesse uit de Eredivisie. Op 19 juli 2024 tekende Kozłowski voor drie seizoenen bij Gaziantep, dat hem definitief overnam van Brighton.

## Clubstatistieken
| Seizoen | Club                   | Competitie      | Competitie | Competitie | Beker | Beker | Internationaal | Internationaal | Totaal | Totaal |
| Seizoen | Club                   | Competitie      | Wed.       | Dlp.       | Wed.  | Dlp.  | Wed.           | Dlp.           | Wed.   | Dlp.   |
| ------- | ---------------------- | --------------- | ---------- | ---------- | ----- | ----- | -------------- | -------------- | ------ | ------ |
| 2018/19 | Pogoń Szczecin         | Ekstraklasa     | 1          | 0          | 0     | 0     | —              | —              | 1      | 0      |
| 2019/20 | Pogoń Szczecin         | Ekstraklasa     | 3          | 0          | 0     | 0     | —              | —              | 3      | 0      |
| 2020/21 | Pogoń Szczecin         | Ekstraklasa     | 20         | 1          | 0     | 0     | —              | —              | 20     | 1      |
| 2021/22 | Pogoń Szczecin         | Ekstraklasa     | 16         | 3          | 1     | 0     | 2              | 0              | 19     | 3      |
| 2021/22 | Brighton & Hove Albion | Premier League  | —          | —          | —     | —     | —              | —              | 0      | 0      |
| 2021/22 | → Union Sint-Gillis    | Eerste klasse A | 9          | 0          | 0     | 0     | —              | —              | 9      | 0      |
| 2022/23 | → Vitesse              | Eredivisie      | 29         | 2          | 1     | 1     | —              | —              | 30     | 3      |
| 2023/24 | → Vitesse              | Eredivisie      | 30         | 3          | 3     | 0     | —              | —              | 33     | 3      |
| 2024/25 | Gaziantep              | Süper Lig       | 22         | 4          | 2     | 0     | —              | —              | 24     | 4      |
| Totaal  | Totaal                 | Totaal          | 130        | 13         | 7     | 1     | 2              | 0              | 139    | 14     |

Bijgewerkt op 15 april 2025.

## Interlandcarrière
Kozłowski maakte zijn debuut in het Pools voetbalelftal op 28 maart 2021, toen een kwalificatiewedstrijd voor het WK 2022 gespeeld werd tegen Andorra. Door twee doelpunten van Robert Lewandowski en een van Karol Świderski won Polen het duel met 3–0. Kozłowski moest van bondscoach Paulo Sousa op de reservebank beginnen en hij viel zeventien minuten voor het einde van het duel in voor Piotr Zieliński. De andere Poolse debutanten dit duel waren Kamil Piątkowski (Raków Częstochowa) en Karol Świderski (PAOK Saloniki). Door zijn invalbeurt werd de middenvelder de op een na jongste debutant in de geschiedenis van de Poolse nationale ploeg, met een leeftijd van 17 jaar en 164 dagen. Alleen Włodzimierz Lubański was jonger bij diens debuut in 1963.
Kozłowski werd in mei 2021 door Sousa opgenomen in de selectie voor het uitgestelde EK 2020. Tijdens de tweede groepswedstrijd van Polen op het EK, tegen Spanje, mocht hij van Sousa tien minuten na de rust invallen voor Mateusz Klich. Hierdoor werd hij de jongste speler aller tijden op een EK voetbal. Door doelpunten van Álvaro Morata en Robert Lewandowski werd met 1–1 gelijkgespeeld. Op dit toernooi werd Polen uitgeschakeld in de groepsfase, na nederlagen tegen Slowakije (1–2) en Zweden (3–2) en het gelijkspel tegen Spanje. Kozłowski speelde behalve tegen Spanje ook tegen Zweden mee.
In oktober 2022 werd Kozłowski door bondscoach Czesław Michniewicz opgenomen in de Poolse voorselectie voor het WK 2022. Voor de uiteindelijke selectie was hij een van de afvallers.
| Interlands van Kacper Kozłowski voor Polen | Interlands van Kacper Kozłowski voor Polen | Interlands van Kacper Kozłowski voor Polen | Interlands van Kacper Kozłowski voor Polen | Interlands van Kacper Kozłowski voor Polen | Interlands van Kacper Kozłowski voor Polen |
| №                                          | Datum                                      | Wedstrijd                                  | Uitslag                                    | Competitie                                 | Goals                                      |
| Als speler bij Pogoń Szczecin              | Als speler bij Pogoń Szczecin              | Als speler bij Pogoń Szczecin              | Als speler bij Pogoń Szczecin              | Als speler bij Pogoń Szczecin              | Als speler bij Pogoń Szczecin              |
| ------------------------------------------ | ------------------------------------------ | ------------------------------------------ | ------------------------------------------ | ------------------------------------------ | ------------------------------------------ |
| 1                                          | 28 maart 2021                              | Polen – Andorra                            | 3 – 0                                      | WK 2022 kwalificatie                       |                                            |
| 2                                          | 1 juni 2021                                | Polen – Rusland                            | 1 – 1                                      | Vriendschappelijk                          |                                            |
| 3                                          | 8 juni 2021                                | Polen – IJsland                            | 2 – 2                                      | Vriendschappelijk                          |                                            |
| 4                                          | 19 juni 2021                               | Spanje – Polen                             | 1 – 1                                      | EK 2020                                    |                                            |
| 5                                          | 23 juni 2021                               | Zweden – Polen                             | 3 – 2                                      | EK 2020                                    |                                            |
| 6                                          | 9 oktober 2021                             | Polen – San Marino                         | 5 – 0                                      | WK 2022 kwalificatie                       |                                            |

Bijgewerkt op 22 december 2024.